# Margarosticha
Margarosticha là một chi bướm đêm thuộc họ Crambidae.